# Tomas Tobé

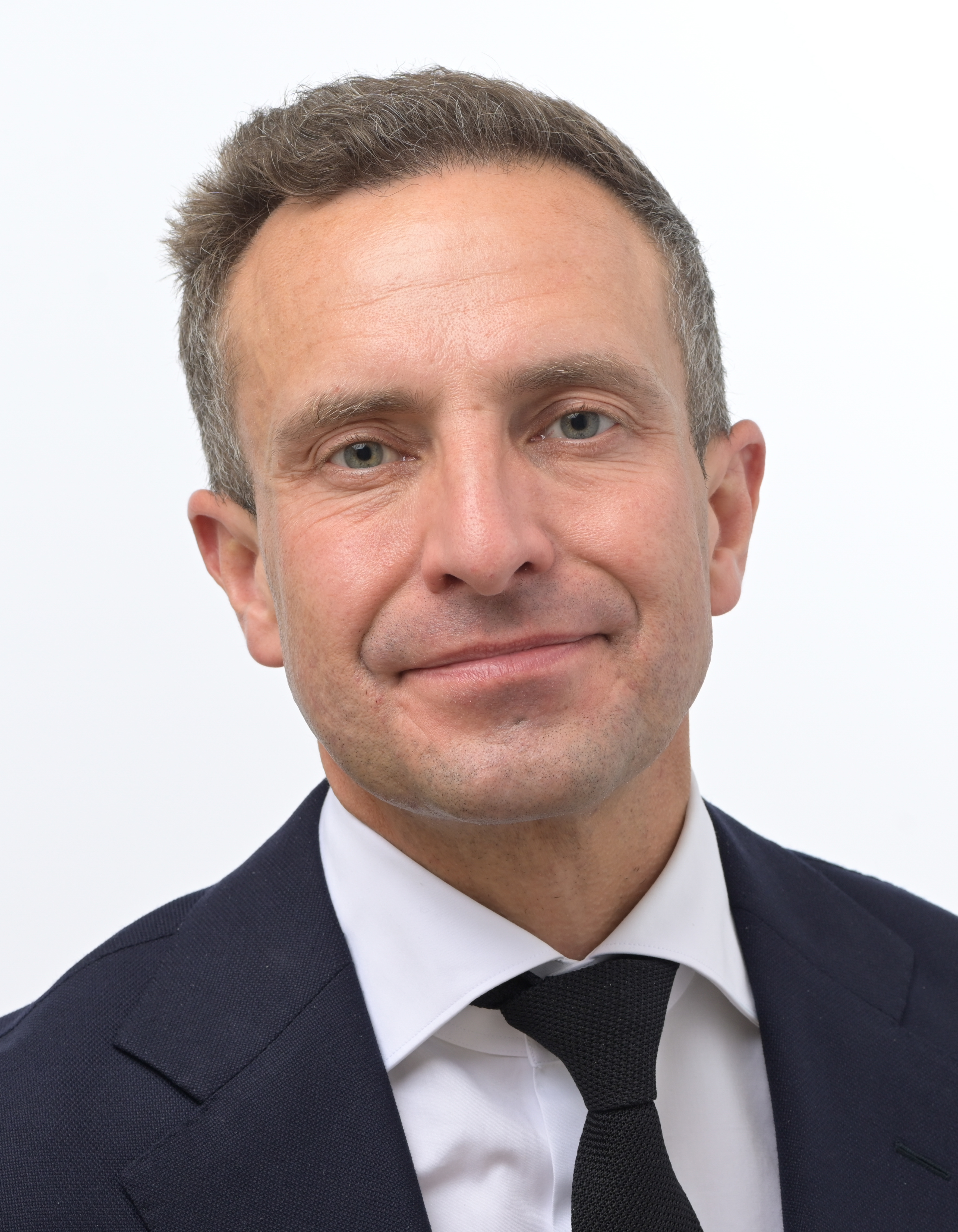
Tomas Tobé (2024)

Tomas Tobé (* 16. Februar 1978 in Gävle) ist ein schwedischer Politiker der Moderata samlingspartiet. Von 2015 bis 2017 war Tobé Generalsekretär seiner Partei. Seit der Europawahl 2019 ist er Mitglied des Europäischen Parlaments als Teil der Fraktion der Europäischen Volkspartei.

## Leben
Tobé studierte Medien und Kommunikation in Högskolan und Gävle, anschließend arbeitete er von 1999 bis 2000 in der Informationsabteilung eines Unternehmens. Von 1998 bis 2000 war er in der Gemeindeverwaltung seiner Heimatstadt Gävle tätig. Von 2000 bis 2002 war er Generalsekretär der MUF, der Jugendorganisation der Moderata samlingspartiet.
Bei den Reichstagswahlen 2006 wurde Tobé erstmals in den schwedischen Reichstag gewählt und stellte sich bei den Wahlen 2010, 2014 und 2018 erfolgreich zur Wiederwahl. Er war stellvertretender Vorsitzender der Fraktion der Abgeordneten seiner Partei und war in den Jahren 2015–2017 Generalsekretär der Moderata samlingspartiet.
Bei den Europawahlen 2019 wurde er als Listenplatzerster seiner Partei zum Mitglied des Europäischen Parlaments gewählt. Er trat dort der Fraktion der Europäischen Volkspartei bei und wurde zum Vorsitzenden des Entwicklungsausschusses gewählt. Des Weiteren ist Tobé Mitglied im Ausschuss für bürgerliche Freiheiten, Justiz und Inneres sowie stellvertretendes Mitglied im Ausschuss für Industrie, Forschung und Energie.
Er ist mit Markus Tobé verheiratet und hat zwei Kinder.